# Ахвенисто (автодром)
Автодром Ахвенисто (фин. Ahveniston moottorirata) — гоночная трасса, расположенная в финском городе Хямеэнлинна.

## История
Автодром был открыт 15 июля 1967 года. Официальное рекордное время прохождения круга — 1:13.226, которое было показано Марко Невалайненом 16 сентября 2000 года. В 1984 году во время демонстрационных заездов Кеке Росберг прошёл круг за 1:11.00, что стало неофициальным рекордным временем прохождения трассы.
В 2008 году на трассе Ахвенисто состоялись выездные 7 и 8 этапы кубка России по кольцевым гонкам в зачётной группе «Хонда» (Honda Civic).

## Описание
Протяжённость автодрома составляет 2,840 м, ширина — от 9 до 17 м, длина стартовой прямой — 280 м. Трасса имеет перепад высот до 32 м.